# RX J0822-4300
RX J0822-4300, sovint denominat "Bola de Canó Còsmica", és un estel de neutrons silenciós que actualment s'allunya del centre del romanent de supernova, Puppis A, a més de 5.400.000 km/h; 1500 km/s; ~0.5% de la velocitat de la llum), per la qual cosa és un dels estels de moviment més ràpid que s'haja trobat. Els astrònoms van utilitzar l'Observatori de rajos X Chandra de la NASA per observar l'estel durant un període de cinc anys per determinar la seva velocitat. A aquesta velocitat, l'estel serà expulsat de la galàxia dins de milions d'anys.
Encara que la bola de canó còsmica no és l'únic estel híperveloç descobert, és única en l'origen aparent de la seva velocitat. Uns altres poden haver derivat els seus d'un impuls gravitatori al voltant del presumpte forat negre supermasiu de la Via Làctia, Sagitarius A*. Les teories actuals no expliquen com poden aconseguir-se tals velocitats a partir d'una explosió de supernova. Podria ser un possible estel de quarks.
No obstant això, una anàlisi més recent (2012) del mateix grup va llançar una velocitat de reculada més modesta de 672±115 km/s, que és molt menys problemàtica teòricament.